# زمن الاضمحلال
زمن الاضمحلال (بالإنجليزية: fall time)‏ أو (بالإنجليزية:  decay time)‏ {\displaystyle \scriptstyle t_{f}\,} أو زمن التضاؤل أو زمن التَّلاشِي هو الزمن المطلوب لتناقص مطال النبضة - وفي الإلكترونيات يكون ذلك من قيمة معتبرة (عادة 90% من قيمة النبضة) إلى قيمة أخرى معتبرة (عادة 10% من قيمة النبضة).